# Glocke (Breuil-la-Réorte)

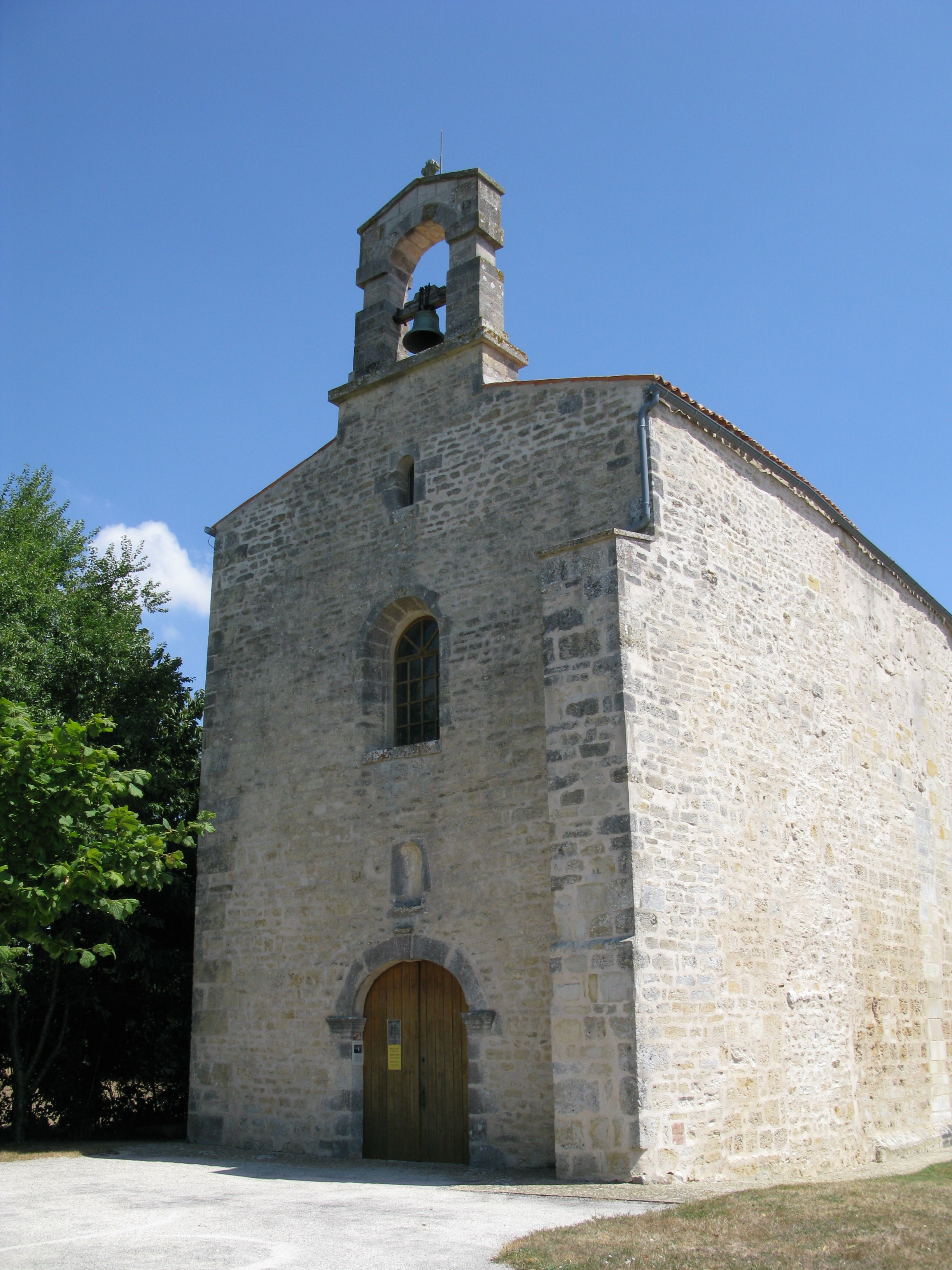
Kirche St-Pierre-ès-Liens in Breuil-la-Réorte

Die Glocke in der Kirche St-Pierre-ès-Liens in Breuil-la-Réorte, einer französischen Gemeinde im Département Charente-Maritime der Region Nouvelle-Aquitaine, wurde 1788 gegossen. Die Kirchenglocke aus Bronze ist seit 1942 als Monument historique klassifiziert. 
Sie trägt folgende Inschrift: „J’AI ETE BAPTISEE A LA GLOIRE DE DIEU, L’AN 1788 NOMMEE HENRIETTE ALEXANDRINE. PARRAIN MESSIRE JACQUES HENRI DE CALAIS DE FAVANT, MARRAINE DEMOISELLE MARIE ALEXANDRINE DE LA LAURENCIE“.